# Uwe Heft
Frank Uwe Heft (* 8. Mai 1963 in Merseburg) ist ein deutscher parteiloser Politiker und ehemaliges Mitglied des Landtages von Sachsen-Anhalt.

## Leben
Uwe Heft besuchte bis 1979 die polytechnische Oberschule und beendete 1981 seine Schullaufbahn mit dem Abitur. 1984 schloss er die Ingenieurs-Hochschule im Bereich Maschinenbau ab. Er arbeitete von 1987 bis 1989 als wissenschaftlicher Mitarbeiter beim VEB Waggonbau Görlitz.
Nach der Wiedervereinigung arbeitete er als Einkäufer bei der DWA/Waggonbau Ammendorf GmbH und von 1998 bis 2004 im selben Bereich bei  Bombardier Transportation. 2003 absolvierte er eine Aufstiegsfortbildung zum Fachkaufmann für Einkauf und Logistik, und 2004/05 war er als Einkäufer bei der Pmtec Walzen GmbH tätig. Heft ist ledig und hat zwei Kinder.

## Politik
Heft trat 1989 in die Partei des Demokratischen Sozialismus ein und 2002 wieder aus. Auf kommunalpolitischer Ebene ist er seit 1990 Mitglied im Stadtrat von Halle (Saale), in den er zuletzt 2009 wiedergewählt wurde.
Bei der Landtagswahl in Sachsen-Anhalt 2006 wurde Heft über den Wahlkreis 39 (Halle IV) in den Landtag von Sachsen-Anhalt gewählt. Er saß für die Linksfraktion im Ausschuss für Landesentwicklung und Verkehr.